# ツィン川
ツィン川（נחל צין Nahal Zin）は、イスラエルに流れるワジ（涸れ川）である。中央ネゲヴ山地に流れて、ソドム付近でアラバに注ぐ。
流路延長は120 キロメートルでパラン川に次いでイスラエル第2位、流域面積は1550平方キロメートルである。
ツィン川は、ラモン・クレーターの北のヘメット山にその源を発する。ヘメット山は死海と地中海の分水界に位置する。その後西北に流下し、アリハ山で大きく北に流れを変え、蛇行しながら、アヴダト町遺跡を経て、東北に流れる。この地域にツィン川は石灰岩の深い渓谷に流れる。古代にツィン川はアヴダトから北に流れ続け、地中海に流れるベソル川に合流していたとわかっている。ヨルダン地溝帯が形成された後、ツィン川の下流には新しい深い河床が現れて川の流れが死海の方向へ変化した。現在、ツィン川の下流はリン酸塩採石場の間を流れて、リン酸塩工場の排水が流されている。
ネゲヴにある30の源泉のうち、約３分の１がツィン川の流域に位置している。